# Artur Suqué i Puig
Artur Suqué i Puig   (Barcelona, 6 d'agost de 1930 - Barcelona, 30 d'abril de 2021) fou un empresari català.

## Biografia
El seu pare, Artur Suqué i Anguera, era un fabricant tèxtil i soci del banquer Jaume Castell Lastortras. La seva mare era Isabel Puig Palau, germana d'Albert Puig Palau. Estudià al Col·legi Alemany de Barcelona. El 1957 es va casar amb Carme Mateu, amb qui va tenir tres fills: Isabel, Xavier i Miquel Suqué Mateu.
El 1972 heretà el castell de Peralada del seu sogre Miquel Mateu i Pla. El 1979 en convertí una part en un casino i posteriorment va passar a controlar dos casinos més, el de Lloret de Mar i el de Sant Pere de Ribes. El 1987, amb la seva esposa Carme Mateu, hi van iniciar el Festival Internacional de Música de Peralada. Amb 425 milions d'euros, el matrimoni Suqué-Mateu era la 21a fortuna més important de Catalunya el 2013 segons la revista Forbes.
Fou considerat un actiu col·laborador de Convergència Democràtica de Catalunya. Va morir el 30 d'abril de 2021, als 90 anys.

## Trajectòria empresarial
Enginyer químic de formació, va fundar el grup Peralada, holding empresarial familiar present en sectors com el de begudes i alimentació, així com en l'àmbit de l'oci amb diversos casinos, com el de Barcelona. Va ser cofundador i president del Cercle d'Economia (1969-1972), president del Port de Barcelona, conseller de La Caixa i del Banc d'Espanya, directiu del Barça, de la Cambra de Comerç i de Foment del Treball, president de la Fundació Espanyola Calitax per al Control de la Qualitat i president del consell d'administració del Diari de Barcelona.
Fou el president del grup Inverama, responsable de Casinos de Catalunya i de Luditec, empresa concessionària de Loteries de Catalunya. Va ser, juntament amb Macià Alavedra, un dels accionistes principals del grup Indukern. Amb la seva dona com a presidenta, era vicepresident de Camo SA, empresa propietària d'uns terrenys propers al Castell de Peralada que la Conselleria de Medi Ambient del Govern de la Generalitat -llavors presidida per Felip Puig- va adquirir el 2001 no sense polèmica.
També va ser patró de la Fundació Catalunya-Portugal.

## Polèmiques

### Cas Casinos
El gener de 1990 Jaume Sentís, director financer de Casinos de Catalunya, va presentar una denúncia on l'acusava de desviar presumptament 3.000 milions de pessetes, 1.000 dels quals cap als comptes de Convergència per finançar aquest partit. Cal destacar que el secretari del consell d'administració d'Inverama i propietari del 44% del capital de l'empresa, era Joan Piqué Vidal, qui havia sigut advocat de Jordi Pujol i Soley durant el cas Banca Catalana. L'acusació deia que els diners havien sigut entregats a Francesc Gordo, un dels fundadors de CDC i llavors responsable de finances del partit. Gordo va admetre haver rebut 200 milions de pessetes, amb els que s'havia pagat publicitat de Casinos de Barcelona a La Vanguardia i al Correo Catalán.
Després de 7 anys de litigis i fins i tot d'una comissió d'investigació al Parlament de Catalunya, la causa fou arxivada el 30 de juny de 1997. A l'auto d'arxiu del jutge es precisà que Convergència sí que fou finançada de manera irregular, però que el fet no era constitutiu de delicte, tal com ja havia passat en la decisió del tribunal suprem al cas Filesa. Convergència Democràtica no va rebre cap mena de sanció al respecte.